# NGC 770
NGC 770 je galaksija u zviježđu Ovan.

## Vanjske poveznice
- SEDS: NGC 770